# Прапор Південної Кореї
Прапор Республіки Корея — державний прапор Республіки Корея, затверджений 12 липня 1948 року. Білий колір є національним кольором Кореї. Прапор складається з трьох елементів. Центральна емблема відображає погляд на Всесвіт, як єдине ціле: у цій фігурі два елементи Інь і Ян об'єднуються та взаємодіють. По боках прапора розміщені триграми. Триграми відображають такі символи (за годинниковою стрілкою починаючи з верхньої):
 乾 небо, південь, весна;
 坎 місяць, вода, захід, зима;
 坤 земля, північ, літо;
 離 сонце, вогонь, схід, осінь.
Чорний колір означає стійкість, справедливість.

## Дизайн

Макет прапора

## Галерея

Прапор Південної Кореї в 1945-1948 роках
Прапор Південної Кореї в 1948-1949 роках
Прапор Південної Кореї в 1949-1984 роках
Прапор Південної Кореї в 1984-1997 роках
Прапор Південної Кореї в 1997-2011 роках